# 联合国安全理事会第396号决议
联合国安理会第396号决议于1976年10月22日通过。安理会审议了秘书长关于联合国脱离接触观察部队的报告，并协同秘书长讨论了关于在中东地区各方的动向。安全理事会表达在此地区进行持续密切的关注，并决定：
（一） 延长观察部队的任期一年，直至1977年10月24日;
（二）要求秘书长随时向安全理事会通报事态的进一步发展;
（三）呼吁所有各方立即执行第338号决议（1973）。
该决议以13票赞成通过。中国和利比亚代表没有参与表决。